# Las Estrellas Amérique latine
Las Estrellas Amérique latine est une station de télévision latino-américaine en langue espagnole appartenant à Televisa. Elle est à la tête du réseau Las Estrellas.

## Histoire
La chaîne a commencé à diffuser en haute définition en 2008.

## Telenovelas
Lundi au samedi
- 12h00 - Hasta que el dinero nos separe (reprise)

Lundi au Vendredi
- 16h20 - Simplemente María (inédite)
- 18h20 - La vecina (inédite)
- 19h20 - A que no me dejas (inédite)
- 20h20 - Antes muerta que Lichita (inédite)
- 21h30 - Pasión y poder (inédite)

## Séries
- Como dice el dicho
- La rosa de Guadalupe

## Programmes
- Primero Noticias
- Noticiero con Lolita Ayala
- Noticiero con Joaquín López Dóriga
- Hoy
- Netas divinas
- Esta cañón
- Derecho de Admisión
- Es de noche y ya llegue
- Mojoe
- Desmadruga2
- La familia P.Luche
- GEM (original: Gringo en México en espagnol)
- Expresiones de Los Cabos
- Laura de México
- Miembros al aire
- Pequeños gigantes
- Sabadazo
- Su sana adicción
- Amor didas
- PlanB